# Antonín Koniáš
Antonín Koniáš SJ (ur. 13 lutego 1691 w Pradze, zm. 27 października 1760 tamże) – czeski jezuita, kaznodzieja oddany idei kontrreformacji i rekatolicyzacji Czech, a także niszczenia niekatolickiego piśmiennictwa.
Na podstawie wytycznych zawartych w Indeksie ksiąg zakazanych, Koniáš opublikował lokalną wersję indeksu ksiąg zakazanych, niebezpiecznych i podejrzanych, która była w XVIII wieku podręcznikiem inkwizytorów w Czechach. Zgodnie wytycznymi zawartymi w tym podręczniku, prawie cała literatura czeska z okresu 1414–1620 uznana została za heretycką lub niebezpieczną i podlegała zniszczeniu. Koniáš publicznie chwalił się, że własnoręcznie spalił około 50 000 czeskich ksiąg, jednak obecnie przyjmuje się, że spalił ich około 30 000.